# Gyula ostroma (1566)
A gyulai várat 1566. július 2. és szeptember 2. között ostromolta Pertev pasa irányításával egy kisebb török sereg, miközben Szulejmán szultán vezetésével a fősereg Szigetvár alá vonult. A várat végül szünetekkel két hónap ostrom után szabad elvonulás fejében feladta Kerecsényi László kapitány, azonban a kivonuló katonákra a törökök rárontottak, és többségüket megölték vagy foglyul ejtették, csak keveseknek sikerült elmenekülni. A várkapitányt végül néhány hónapnyi belgrádi rabság után végezték ki.

## A vár állapota
Az egykor jóval nagyobb területű erőd mai napig fennmaradt belső vára a 15. század első harmadában, a Gyula fölött Zsigmond királytól 1403-ban tulajdonjogot szerzett Maróti János macsói bán idején épült. Ezt a várat csupán egy cölöpsoros védvonal, ún. latorkert övezte. Komolyabb erődítési munkálatok a Gyulát időközben elfoglaló Szapolyaitól birtokcsere révén 1552-ben megszerző Ferdinánd király utasítására kezdődtek. Ennek során a Maróti-féle belső vár körül részben téglából egy négybástyás derékvár épült, ezt pedig egy ötbástyás palánkkal kerítették körbe. A külső palánkvár déli részéhez később a lovasság elhelyezésére egy négybástyás huszárvárat toldottak.
Az erőd azonban ezen állapotában sem felelt meg a kor haditechnikai elvárásának, ezért a Szigetvár megerősítésében és törökkel szembeni 1556-os védelmében nagy érdemeket, illetve tapasztalatokat szerzett, a vár élére 1561-ben kinevezett Kerecsényi László folytatta a megkezdett munkát. A terveket a korábban ugyancsak Szigetváron dolgozó Paolo Mirandola itáliai hadmérnök, várépítő mester készítette.
A folyamatos ellátási nehézségek ellenére Kerecsényi 1564 nyarára az előzőnél erősebb palánkfal és nagyobb bástyák emelésével a külső vár területét kibővíttette és körülötte a Körös medrének megváltoztatásával új vizesárkot alakított ki. Valószínűleg ekkor bontották le a belső várat övező derékvárat, miközben a Maróti-várat hossztengelye mentén megnagyobbították. A régi huszárvár bővítésére már nem voltak források, így azt kisebb módosításokkal eredeti állapotában hagyták meg.
A városból felvonóhídon és az ún. Huszárkapun keresztül lehetett a huszárvárba jutni, melyet a külső vártól (új derékvár) ugyancsak mély vizesárok és erős – tölgyfagerendás boronafalak közé döngölt – vastag agyagfal választott el. A vár legkülső védelmi vonalát a városhoz hasonlóan a vizesárok külső vonalában sűrűn egymás mellé földbe vert hegyes karókból álló kerítés, az illetéktelen betolakodók távol tartását szolgáló latorkert alkotta.
Az építőanyagok és hadfelszerelés állandó hiánya miatt a várból való távozásának szándékát több alkalommal bejelentő Kerecsényi a várat 1565 decemberében elhagyta, és oda csak Miksa király többszöri rábeszélésére és benne való bizalmának megerősítését, illetve megfelelő számú katona, elegendő fegyver és lőszer biztosításának ígéretét követően tért vissza alig egy hónappal a török ostrom megkezdése előtt, június elején. 

## Az ostrom
Gyula várának ostromára a Szigetvár elleni, Szulejmán szultán által vezetett hadjárat során került sor. A támadók csapatát a főseregről levált, Pertev pasa által vezetett hadak, valamint a temesvári beglerbég és a havasalföldi vajda egységei alkották. A török sereg létszámára vonatkozóan az egyes források eltérő adatokat közölnek. A legvalószínűbbnek az tűnik, hogy nagyjából 30–32 ezer ostromló állt szemben kb. 2000, főként német és magyar várvédővel.
Pertev pasa, seregével 1566. július 2-a éjjelén érkezett Gyula alá, ahol azon nyomban felállította ágyútelepeit. A város helyzete már a kilenc hétig tartó ostrom megkezdése után néhány nappal tarthatatlanná vált, ezért 6-án Kerecsényi azt felgyújtatta, őrségét és  lakosait pedig a huszárvárba költöztette. A város elfoglalása és a vizesárkok elapasztása után az ostromló tüzérség a várhoz közelebb foglalhatott lőállást és intenzívebb ágyúzásba kezdhetett. A vár védműveinek július 11-e óta tartó lövetése egy hét alatt olyan nagy károkat okozott, hogy Pertev elérkezettnek látta az időt a külső huszárvár elleni gyalogsági támadásra, amelyre 17-én került sor. Ezt a védőknek hősiesen helytállva és a támadóknak tetemes emberveszteséget okozva még sikerült visszaverniük, miközben ők maguk is súlyos veszteségeket szenvedtek.
A sikertelen ostrom után a pasa szabad elvonulás fejében megadásra próbálta rávenni Kerecsényit, aki ezt ekkor a felmentő sereg érkezésében bízva még visszautasította. A megrongált falakat sebtében kijavították ugyan, de a folytatódó tüzérségi támadással és a huszárvár palánkfalát borító cölöpgerendák felgyújtásakor keletkezett tűzzel szemben már tehetetlenek voltak, így a július 25-én a külső várat is fel kellett adniuk és a belső téglavárba, illetve az azt övező derékvárba kellett visszavonulniuk. Mielőtt azonban ezt megtették volna, a puskás gyalogosok fedezete mellett a huszárok Kerecsényi élén kitörtek és a közelben álló ágyútelep katonáit megölték, az ágyúkat pedig megrongálták.
A törökök ezt követően a huszárvárból folytatták az ostromot, amit az is segített, hogy a Körös vízszintjének erős csökkenése lehetővé tette a sáncárkok vizének csatornákon keresztül a folyóba történő elvezetését és a vizesárkok feltöltését. Ennek ellenére az augusztus 3-án a belső vár ellen indított rohamot ismét sikerült visszaverni. A helyzet azonban egyre kilátástalanabbá vált. Bár élelemben nem szenvedtek hiányt, az egyébként is szegényes hadfelszerelésük minimálisra csökkent, ráadásul a Körös apadása következtében a kutakból ivóvízhez egyre nehezebben jutottak. Az óriási hőség és a vár körül hagyott több ezer temetetlen halott tovább súlyosbította a körülményeket. A várbeliek közül többen haltak meg különböző betegségek következtében, mint harcok közben.
A külső segítség elmaradásával és a védők szorult helyzetével, a vár tarthatatlanságával szembesülve, augusztus második felében Kerecsényi egyezséget ajánlott a töröknek: szabad elvonulás fejében kilátásba helyezte a vár feladását és tűzszünetet kért a kivonulás feltételeinek tisztázása idejére. Pertev pasa készségesen belement az alkuba. Az egyezség értelmében mindenki tulajdonát – beleértve a kézifegyvereket is – megtartva távozhatott, egyedül az ágyúkat és a lőszereket kellett a várral együtt átadni. A málha és a járóképtelen betegek elszállítására 400 szekeret biztosítottak.
Az erőd átadásáról szóló szerződést augusztus 30-án írták alá, majd szeptember 2-án megkezdődött a várból való kivonulás. A törökök a fegyvertelenek távozása elé valóban nem gördítettek akadályt, amikor azonban a katonákkal együtt Kerecsényi is előbukkant, rájuk támadtak, a várkapitányt pedig elfogták. A huszárok közül sokaknak sikerült elmenekülni, a gyalogosok többségét viszont rövid harcot követően meggyilkolták. Kerecsényit előbb a szigetvári táborba, majd a belgrádi erődbe hurcolták és – bár történtek kísérletek a kiszabadítására – néhány hónapnyi fogságot követően, valamikor 1567 elején végezték ki.
Az egyezség megszegésének, illetve a kapitány elfogásának és megöletésének legvalószínűbb oka a személye elleni bosszú lehetett. Visszavágás a Szigetvár védelme során a törököknek okozott súlyos károkért, e stratégiai jelentőségű, magát sokáig tartó erőd bevételéért folytatott harc során elszenvedett anyagi, emberi és tekintélyveszteségért. 